# Michal Tomič
Michal Tomič (* 30. března 1999 Myjava) je slovenský profesionální fotbalista, který hraje na pozici pravého obránce či záložníka za slovenský klub FC Spartak Trnava a za slovenský národní tým.

## Klubová kariéra

### Žilina
Jako dorostenec si Tomič vyzkoušel italský fotbal v Sampdorii Janov, do jejíž akademie přišel v roce 2016 ze Senice. V roce 2018 zamířil zpátky na Slovensko, kde podepsal smlouvu s Žilinou.
Tomič debutoval ve slovenské nejvyšší soutěži za Žilinu 25. srpna 2018 v utkání proti DAC Dunajská Streda. Zápas skončil bezbrankovou remízou.

### Slovácko
V roce 2020 přestoupil do Slovácka, se kterým podepsal smlouvu do léta 2023. Ve své první sezóně v Česku odehrál, kvůli zranění kolena, jen 13 ligových zápasů, ve kterých se střelecky neprosadil.
V následující sezóně Tomič nastupoval pravidelně z lavičky náhradníků, přes konkurenci v podobě Petra Reinberka se nedokázal prosadit do základní sestavy.
V říjnu 2022 se Tomič střelecky prosadil ve čtvrtém kole skupiny D Evropské konferenční ligy v samotném závěru utkání proti francouzskému klubu OGC Nice a zajistil tak překvapivé tři body za výhru 2:1. Poté, co na konci roku 2022 odmítl prodloužit končící smlouvu, byl přeřazen do třetiligové rezervy. V české lize odehrál Tomič v dresu Slovácka 54 zápasů a dal jeden gól.

### Slavia Praha
V únoru 2023 přestoupil Tomič ze Slovácka do pražské Slavie, slovenský obránce podepsal smlouvu do roku 2026 a následně odešel na půlroční hostování do Mladé Boleslavi. Při svém debutu v dresu Mladé Boleslavi skóroval do sítě Sparty, prohře 1:4 ale zabránit nedokázal. V jarní části sezóny nastupoval Tomič převážně z pozice náhradníka.
V sezóně 2023/24 si zahrál Tomič už v dresu pražské Slavie. Během podzimu se dokázal dostat do základní sestavy na pozici pravého záložníka. Svůj první gól v sešívaném dresu vstřelil 29. října do sítě Bohemians 1905 při výhře 2:0. V sezoně nastoupil dohromady do 30 soutěžních utkání, v nichž vstřelil 2 branky.
V srpnu 2024 odešel Tomič na půlroční hostování s opcí na přestup do norského klubu FK Bodø/Glimt. Svůj debut si odbyl 1. září, kdy nastoupil do utkání proti Strømsgodset IF. Dohromady v dresu Bodø odehrál jen čtyři ligová utkání a jeden zápas v rámci Evropské ligy a na konci kalendářního roku 2024 se vrátil do Slavie.
V lednu 2025 odešel Tomič na další hostování, tentokráte do Karviné. Svůj debut si odbyl 1. února, kdy se objevil v základní sestavě utkání proti Teplicím. V nastavení prvního poločasu se střelecky prosadil, vyrovnal na konečných 1:1, a v 49. minutě dostal přímou červenou kartu. V průběhu jarní části sezony nastoupil jen do 6 ligových utkání, v nichž vstřelil 2 branky.

### Spartak Trava
V červnu 2025 přestoupil Tomič zpátky na Slovensko, když podepsal tříletou smlouvu se Spartakem Trnava.

## Reprezentační kariéra
Tomič byl poprvé povolán do slovenské reprezentace trenérem Calzonou v březnu 2023. Tomič debutoval v národním týmu 23. března 2023 na Štadiónu Antona Malatinského v Trnavě během kvalifikačního utkání proti Lucembursku. Tomič v 81. minutě vystřídal Petera Pekaríka.